# Green's Harbour
Green's Harbour est un district de services locaux de Terre-Neuve-et-Labrador, au Canada.
Green's Harbour est situé dans l'Est de l'île de Terre-Neuve, sur la péninsule d'Avalon. Le village est accessible par la route 80.